# عبد الكريم كوناتي
عبد الـ كريم كوناتي هو سياسي مالي، ولد في نوفمبر 1961 في باماكو في مالي. نشط حزبياً في التحالف من أجل الديمقراطية في مالي. وقد انتخب Minister of Finance (Mali) ‏ (22 يونيو 2013 – 8 سبتمبر 2013).